# Egretta picata
La garceta pía (Egretta picata) es una especie de ave pelecaniforme de la familia Ardeidae sedentaria proveniente de Australia, Indonesia y Nueva Guinea.

## Características
En su edad madura puede llegar a medir de 44 a 46 cm.
Generalmente se distingue por el color blanco de su garganta y parte del vientre y por el color oscuro del resto de su cuerpo.

## Historia natural
Puede vivir con otras especies de garzas sin ningún inconveniente, generalmente se encuentra en aguas salobres como manglares y las orillas de las costas. Se alimenta de insectos y peces o animales marítimos pequeños, anida en manglares o árboles.